# Iłówko
Iłówko – wieś w Polsce, w województwie mazowieckim, w powiecie przasnyskim, w gminie Krasne.
Kolonia wchodzi w skład sołectwa Mosaki-Stara Wieś.
Do 2023 miejscowość była częścią wsi Mosaki-Stara Wieś.
W latach 1975–1998 miejscowość administracyjnie należała do województwa ciechanowskiego.